# Eothenomys shimianensis
Eothenomys shimianensis — вид ссавців гризунів родини Cricetidae. Це ендемік південно-центральної частини китайської провінції Сичуань, де він живе на висоті від 2200 до 2600 метрів над рівнем моря. Його довжина від голови до крижа становить приблизно 100 мм. Його природне середовище існування – луки. Його видова назва, shimianensis, латиною означає «Шіміан».